# Danmarksserien 2013
La Danmarksserien 2013 è la 22ª edizione del campionato di football a 9, organizzato dalla DAFF.
I Silkeborg Phoenix si sono ritirati, perdendo quindi tutti gli incontri 50-0 a tavolino.

## Squadre partecipanti
| Club                    | Città             | Stadio | Sponsor ufficiale | Risultato nella stagione 2012 |
| ----------------------- | ----------------- | ------ | ----------------- | ----------------------------- |
| Amager Demons II        | Tårnby            |        |                   |                               |
| Herlev Rebels II        | Herlev            |        |                   |                               |
| Kalundborg Mustangs     | Kalundborg        |        |                   |                               |
| Holstebro Dragons       | Holstebro         |        |                   |                               |
| Kronborg Knights        | Helsingør         |        |                   |                               |
| Næstved Vikings         | Næstved           |        |                   |                               |
| Odense Swans II         | Odense            |        |                   |                               |
| Odense Thrashers        | Odense            |        |                   |                               |
| Silkeborg Phoenix       | Silkeborg         |        |                   |                               |
| Skanderborg Mad Dashers | Skanderborg       |        |                   |                               |
| Skjern Trojans          | Ringkøbing-Skjern |        |                   |                               |
| Slagelse Wolfpack       | Slagelse          |        |                   |                               |
| Team Midtwest           | Viborg            |        |                   |                               |
| Thisted Brewers         | Thisted           |        |                   |                               |
| Tisvilde Bulls          | Tisvilde          |        |                   |                               |
| USG Cougars             | Copenaghen        |        |                   |                               |

## Stagione regolare

### Calendario

#### 1ª giornata
| Odense 13 aprile 2013, ore 14:00 | Odense Swans II | 48 – 26 referto | Thisted Brewers | Hjalleseskolen |

| Næstved 13 aprile 2013, ore 14:00 | Næstved Vikings | 26 – 23 referto | USG Cougars | H.G. Idrætsanlæg |

| Slagelse 13 aprile 2013, ore 14:00 | Slagelse Wolfpack | 22 – 20 referto | Kronborg Knights | Bag Slagelse Svømmehal |

| Viborg 14 aprile 2013, ore 14:00 | Team Midtwest | 18 – 0 referto | Skanderborg Mad Dashers | Vestervang Skole |

#### 2ª giornata
| Silkeborg 21 aprile 2013, ore 14:00 | Silkeborg Phoenix | 0 – 50 (a tavolino) referto | Holstebro Dragons | Silkeborg atletikstadion |

| Kalundborg 21 aprile 2013, ore 14:00 | Kalundborg Mustangs | 42 – 40 referto | Herlev Rebels II | Rynkevangsskolens boldbane |

#### 3ª giornata
| Ringkøbing-Skjern 26 aprile 2013, ore 15:00 | Skjern Trojans | 50 – 0 (a tavolino) referto | Silkeborg Phoenix | Stauning Skole |

| Helsingør 26 aprile 2013, ore 14:00 | Kronborg Knights | 54 – 0 referto | Næstved Vikings | Knights Stadion |

| Holstebro 27 aprile 2013, ore 14:00 | Holstebro Dragons | 24 – 48 referto | Odense Thrashers | Idrætscenter Vest |

| Copenaghen 27 aprile 2013, ore 14:00 | USG Cougars | 6 – 14 referto | Slagelse Wolfpack | Valby Idrætspark |

| Thisted 28 aprile 2013, ore 14:00 | Thisted Brewers | 52 – 0 referto | Skanderborg Mad Dashers | Østre Skole |

#### 4ª giornata
| Skive 4 maggio 2013, ore 14:00 | Team Midtwest | 20 – 38 referto | Odense Swans II | Resen Skole |

| Tisvilde 4 maggio 2013, ore 14:00 | Tisvilde Bulls | 2 – 54 referto | Kalundborg Mustangs | Idrætsanlægget i Tisvilde |

| Herlev 5 maggio 2013, ore 10:00 | Herlev Rebels II | 47 – 22 referto | Amager Demons II | Kildegårdsskolen |

#### 5ª giornata
| Skanderborg 11 maggio 2013, ore 14:00 | Skanderborg Mad Dashers | 0 – 50 referto | Skjern Trojans | Vorladegård IF |

| Odense 11 maggio 2013, ore 14:00 | Odense Thrashers | 50 – 0 (a tavolino) referto | Silkeborg Phoenix | Bolbroparken |

| Helsingør 11 maggio 2013, ore 14:00 | Kronborg Knights | 50 – 0 referto | Kalundborg Mustangs | Knights Stadion |

| Herlev 12 maggio 2013, ore 10:00 | Herlev Rebels II | 47 – 22 referto | Næstved Vikings | Kildegårdsskolen |

| Odense 12 maggio 2013, ore 14:00 | Odense Swans II | 30 – 14 referto | Holstebro Dragons | Hjalleseskolen |

| Tisvilde 12 maggio 2013, ore 14:00 | Tisvilde Bulls | 28 – 34 referto | Slagelse Wolfpack | Idrætsanlægget i Tisvilde |

#### 6ª giornata
| Odense 18 maggio 2013, ore 14:00 | Odense Thrashers | 41 – 20 referto | Thisted Brewers | Bolbroparken |

| Copenaghen 18 maggio 2013, ore 15:00 | USG Cougars | 28 – 6 referto | Amager Demons II | Valby Idrætspark |

| Silkeborg 19 maggio 2013, ore 14:00 | Silkeborg Phoenix | 0 – 50 (a tavolino) referto | Team Midtwest | Silkeborg atletikstadion |

| Holstebro 20 maggio 2013, ore 14:00 | Holstebro Dragons | 43 – 0 referto | Skanderborg Mad Dashers | Idrætscenter Vest |

| Herlev 20 maggio 2013, ore 14:00 | Herlev Rebels II | 32 – 20 referto | Tisvilde Bulls | Kildegårdsskolen |

#### 7ª giornata
| Ringkøbing-Skjern 25 maggio 2013, ore 14:00 | Skjern Trojans | 6 – 46 referto | Odense Swans II | Stauning Skole |

| Kalundborg 25 maggio 2013, ore 14:00 | Kalundborg Mustangs | 44 – 27 referto | USG Cougars | Rynkevangsskolens boldbane |

| Thisted 26 maggio 2013, ore 14:00 | Thisted Brewers | 57 – 6 referto | Team Midtwest | Østre Skole |

| Slagelse 26 maggio 2013, ore 14:00 | Slagelse Wolfpack | 34 – 18 referto | Næstved Vikings | Bag Slagelse Svømmehal |

| Kastrup 26 maggio 2013, ore 14:00 | Amager Demons II | 0 – 48 referto | Kronborg Knights | Bag Amagerhallen |

#### 8ª giornata
| Viborg 1º giugno 2013, ore 14:00 | Team Midtwest | 50 – 0 (a tavolino) referto | Skjern Trojans | Vestervang Skole |

| Kalundborg 1º giugno 2013, ore 14:00 | Kalundborg Mustangs | 44 – 13 referto | Slagelse Wolfpack | Rynkevangsskolens boldbane |

| Herlev 2 giugno 2013, ore 10:00 | Herlev Rebels II | 0 – 20 referto | Kronborg Knights | Kildegårdsskolen |

| Thisted 2 giugno 2013, ore 14:00 | Thisted Brewers | 56 – 3 referto | Holstebro Dragons | Østre Skole |

#### 9ª giornata
| Skanderborg 8 giugno 2013, ore 14:00 | Skanderborg Mad Dashers | 0 – 40 referto | Odense Thrashers | Vorladegård IF |

| Odense 8 giugno 2013, ore 14:00 | Odense Swans II | 50 – 0 (a tavolino) referto | Silkeborg Phoenix | Hjalleseskolen |

| Copenaghen 8 giugno 2013, ore 15:00 | USG Cougars | 0 – 54 referto | Kronborg Knights | Valby Idrætspark |

| Ringkøbing-Skjern 9 giugno 2013, ore 14:00 | Skjern Trojans | 36 – 6 referto | Holstebro Dragons | Stauning Skole |

| Slagelse 9 giugno 2013, ore 15:00 | Slagelse Wolfpack | 13 – 38 referto | Herlev Rebels II | Bag Slagelse Svømmehal |

#### 10ª giornata
| Thisted 15 giugno 2013, ore 13:00 | Thisted Brewers | 50 – 0 (a tavolino) referto | Silkeborg Phoenix | Østre Skole |

| Skive 16 giugno 2013, ore 14:00 | Team Midtwest | 8 – 38 referto | Odense Thrashers | Resen Skole |

| Odense 16 giugno 2013, ore 14:00 | Odense Swans II | 48 – 0 referto | Skanderborg Mad Dashers | Hjalleseskolen |

| Næstved 16 giugno 2013, ore 14:00 | Næstved Vikings | 50 – 12 referto | Tisvilde Bulls | H.G. Idrætsanlæg |

| Kastrup 16 giugno 2013, ore 14:00 | Amager Demons II | 10 – 32 referto | Kalundborg Mustangs | Bag Amagerhallen |

#### 11ª giornata
| Ringkøbing-Skjern 22 giugno 2013, ore 14:00 | Skjern Trojans | 0 – 50 referto | Thisted Brewers | Stauning Skole |

| Holstebro 23 giugno 2013, ore 14:00 | Holstebro Dragons | 51 – 14 referto | Team Midtwest | Idrætscenter Vest |

| Næstved 23 giugno 2013, ore 14:00 | Næstved Vikings | 48 – 28 referto | Kalundborg Mustangs | H.G. Idrætsanlæg |

#### 12ª giornata
| Odense 29 giugno 2013, ore 14:00 | Odense Thrashers | 21 – 44 referto | Odense Swans II | Bolbroparken |

| Slagelse 29 giugno 2013, ore 14:00 | Slagelse Wolfpack | 50 – 0 (a tavolino) referto | Amager Demons II | Bag Slagelse Svømmehal |

| Silkeborg 30 giugno 2013, ore 14:00 | Silkeborg Phoenix | 0 – 50 (a tavolino) referto | Skanderborg Mad Dashers | Silkeborg atletikstadion |

| Helsingør 30 giugno 2013, ore 14:00 | Kronborg Knights | 50 – 8 referto | Tisvilde Bulls | Knights Stadion |

#### 13ª giornata
| Tisvilde 3 agosto 2013, ore 14:00 | Amager Demons II | 30 – 6 referto | Tisvilde Bulls | Idrætsanlægget i Tisvilde |

#### 14ª giornata
| Slagelse 10 agosto 2013, ore 14:00 | Slagelse Wolfpack | 16 – 33 referto | USG Cougars | Bag Slagelse Svømmehal |

| Næstved 11 agosto 2013, ore 14:00 | Næstved Vikings | 40 – 34 referto | Kronborg Knights | H.G. Idrætsanlæg |

#### 15ª giornata
| Tisvilde 17 agosto 2013, ore 14:00 | Tisvilde Bulls | 30 – 48 referto | Herlev Rebels II | Idrætsanlægget i Tisvilde |

| Odense 18 agosto 2013, ore 14:00 | Odense Swans II | 36 – 14 referto | Odense Thrashers | Hjalleseskolen |

| Kalundborg 18 agosto 2013, ore 14:00 | Kalundborg Mustangs | 36 – 14 referto | Amager Demons II | Rynkevangsskolens boldbane |

#### 16ª giornata
| Skive 24 agosto 2013, ore 14:00 | Skanderborg Mad Dashers | 30 – 20 referto | Team Midtwest | Resen Skole |

| Helsingør 24 agosto 2013, ore 14:00 | Kronborg Knights | 52 – 0 referto | Herlev Rebels II | Knights Stadion |

| Copenaghen 24 agosto 2013, ore 14:00 | USG Cougars | 6 – 58 referto | Kronborg Knights | Valby Idrætspark |

| Odense 24 agosto 2013, ore 15:00 | Odense Thrashers | 44 – 12 referto | Skjern Trojans | Bolbroparken |

| Holstebro 25 agosto 2013, ore 14:00 | Holstebro Dragons | 26 – 36 referto | Thisted Brewers | Idrætscenter Vest |

#### 17ª giornata
| Skanderborg 31 agosto 2013, ore 14:00 | Skanderborg Mad Dashers | 6 – 56 referto | Odense Swans II | Vorladegård IF |

| Tisvilde 31 agosto 2013, ore 14:00 | Tisvilde Bulls | 12 – 56 referto | Næstved Vikings | Idrætsanlægget i Tisvilde |

| Herlev 31 agosto 2013, ore 14:00 | USG Cougars | 6 – 0 referto | Herlev Rebels II | Kildegårdsskolen |

| Nykøbing Mors 1º settembre 2013, ore 14:00 | Team Midtwest | 12 – 58 referto | Thisted Brewers | Morsø Gymnasium |

| Holstebro 1º settembre 2013, ore 14:00 | Holstebro Dragons | 50 – 0 (a tavolino) referto | Silkeborg Phoenix | Idrætscenter Vest |

| Kastrup 1º settembre 2013, ore 14:00 | Amager Demons II | 24 – 6 referto | Slagelse Wolfpack | Bag Amagerhallen |

#### 18ª giornata
| Tisvilde 7 settembre 2013, ore 14:00 | Tisvilde Bulls | 16 – 27 referto | USG Cougars | Idrætsanlægget i Tisvilde |

| Ringkøbing-Skjern 7 settembre 2013, ore 15:00 | Skjern Trojans | 12 – 66 referto | Odense Thrashers | Stauning Skole |

| Silkeborg 8 settembre 2013, ore 14:00 | Silkeborg Phoenix | 0 – 50 (a tavolino) referto | Odense Swans II | Silkeborg atletikstadion |

| Næstved 8 settembre 2013, ore 14:00 | Næstved Vikings | 30 – 0 referto | Amager Demons II | H.G. Idrætsanlæg |

#### 19ª giornata
| Herlev 14 settembre 2013, ore 12:00 | Herlev Rebels II | 22 – 34 referto | USG Cougars | Kildegårdsskolen |

| Odense 14 settembre 2013, ore 15:00 | Odense Thrashers | 50 – 0 (a tavolino) referto | Team Midtwest | Bolbroparken |

| Thisted 14 settembre 2013, ore 14:00 | Thisted Brewers | 50 – 0 (a tavolino) referto | Skjern Trojans | Østre Skole |

| Kastrup 14 settembre 2013, ore 14:00 | Amager Demons II | 8 – 40 referto | Næstved Vikings | Bag Amagerhallen |

| Skanderborg 15 settembre 2013, ore 14:00 | Skanderborg Mad Dashers | 32 – 38 referto | Holstebro Dragons | Vorladegård IF |

| Helsingør 15 settembre 2013, ore 14:00 | Kronborg Knights | 35 – 0 (a tavolino) referto | Slagelse Wolfpack | Knights Stadion |

| Kalundborg 15 settembre 2013, ore 14:00 | Kalundborg Mustangs | 54 – 14 referto | Tisvilde Bulls | Rynkevangsskolens boldbane |

#### 20ª giornata
| Silkeborg 21 settembre 2013, ore 14:00 | Silkeborg Phoenix | 0 – 50 (a tavolino) referto | Odense Swans II | Silkeborg atletikstadion |

### Classifiche
Le classifiche della regular season sono le seguenti:
- PCT = percentuale di vittorie, G = partite giocate, V = partite vinte,  P = partite perse, PF = punti fatti, PS = punti subiti

#### Vest
| Pos. | Squadra                 | PCT   | G  | V  | N | P  | PF  | PS  |
| ---- | ----------------------- | ----- | -- | -- | - | -- | --- | --- |
| 1    | Odense Swans II         | 1.000 | 10 | 10 | 0 | 0  | 446 | 107 |
| 2    | Odense Thrashers        | .800  | 10 | 8  | 0 | 2  | 412 | 156 |
| 3    | Thisted Brewers         | .800  | 10 | 8  | 0 | 2  | 455 | 136 |
| 4    | Holstebro Dragons       | .500  | 10 | 5  | 0 | 5  | 305 | 252 |
| 5    | Skjern Trojans          | .400  | 10 | 4  | 0 | 6  | 216 | 312 |
| 6    | Team Midtwest           | .300  | 10 | 3  | 0 | 7  | 198 | 322 |
| 7    | Skanderborg Mad Dashers | .200  | 10 | 2  | 0 | 8  | 118 | 365 |
| 8    | Silkeborg Phoenix       | .000  | 10 | 0  | 0 | 10 | 0   | 500 |

#### Øst
| Pos. | Squadra             | PCT  | G  | V | N | P  | PF  | PS  |
| ---- | ------------------- | ---- | -- | - | - | -- | --- | --- |
| 1    | Kronborg Knights    | .800 | 10 | 8 | 0 | 2  | 417 | 70  |
| 2    | Næstved Vikings     | .800 | 10 | 8 | 0 | 2  | 328 | 211 |
| 3    | Kalundborg Mustangs | .800 | 10 | 8 | 0 | 2  | 392 | 224 |
| 4    | USG Cougars         | .500 | 10 | 5 | 0 | 5  | 190 | 256 |
| 5    | Slagelse Wolfpack   | .500 | 10 | 5 | 0 | 5  | 202 | 246 |
| 6    | Herlev Rebels II    | .400 | 10 | 4 | 0 | 6  | 228 | 259 |
| 7    | Amager Demons II    | .200 | 10 | 2 | 0 | 8  | 114 | 318 |
| 8    | Tisvilde Bulls      | .000 | 10 | 0 | 0 | 10 | 148 | 435 |

## Playoff

### Tabellone
|  | Wild Card | Wild Card           | Wild Card       |                 |                 | Semifinali      | Semifinali      | Semifinali |  |  | XXII Elming Bowl | XXII Elming Bowl | XXII Elming Bowl |  |
|  |           |                     |                 |                 |                 |                 |                 |            |  |  |                  |                  |                  |  |
|  |           |                     |                 |                 |                 | 2Ø              | Næstved Vikings | 34         |  |  |                  |                  |                  |  |
|  |           |                     |                 |                 |                 | 2Ø              | Næstved Vikings | 34         |  |  |                  |                  |                  |  |
|  |           |                     |                 | Thisted Brewers | 36              |                 |                 |            |  |  |                  |                  |                  |  |
|  | 3Ø        | Kalundborg Mustangs | 20              | Thisted Brewers | 36              |                 |                 |            |  |  |                  |                  |                  |  |
|  | 3Ø        | Kalundborg Mustangs | 20              |                 |                 |                 |                 |            |  |  |                  |                  |                  |  |
|  | 3V        | Thisted Brewers     | 62              |                 |                 |                 |                 |            |  |  |                  |                  |                  |  |
|  | 3V        | Thisted Brewers     | 62              |                 | Thisted Brewers | Thisted Brewers | 28              |            |  |  |                  |                  |                  |  |
|  |           |                     |                 |                 |                 |                 |                 |            |  |  |                  |                  |                  |  |
|  |           |                     | USG Cougars     | USG Cougars     | 14              |                 |                 |            |  |  |                  |                  |                  |  |
|  |           |                     |                 | USG Cougars     | 14              |                 |                 |            |  |  |                  |                  |                  |  |
|  |           |                     |                 |                 |                 |                 |                 |            |  |  |                  |                  |                  |  |
|  |           |                     |                 |                 |                 |                 |                 |            |  |  |                  |                  |                  |  |
|  |           | 1V                  | Odense Swans II | 0               |                 |                 |                 |            |  |  |                  |                  |                  |  |
|  |           |                     |                 | 0               |                 |                 |                 |            |  |  |                  |                  |                  |  |
|  |           |                     |                 | USG Cougars     | 50 d.g.s.       |                 |                 |            |  |  |                  |                  |                  |  |
|  | 2V        | Odense Thrashers    | 6               | USG Cougars     | 50 d.g.s.       |                 |                 |            |  |  |                  |                  |                  |  |
|  | 2V        | Odense Thrashers    | 6               |                 |                 |                 |                 |            |  |  |                  |                  |                  |  |
|  | 4Ø        | USG Cougars         | 14              |                 |                 |                 |                 |            |  |  |                  |                  |                  |  |

### Wild Card
| Kalundborg 21 settembre 2013, ore 14:00 | Kalundborg Mustangs | 20 – 62 referto | Thisted Brewers | Rynkevangsskolens boldbane |

| Odense 22 settembre 2013, ore 14:00 | Odense Thrashers | 6 – 14 referto | USG Cougars | Bolbroparken |

### Semifinali
| Odense 29 settembre 2013, ore 14:00 | Odense Swans II | 0 – 50 (a tavolino) referto | USG Cougars | Hjalleseskolen |

| Næstved 29 settembre 2013, ore 14:00 | Næstved Vikings | 34 – 36 referto | Thisted Brewers | H.G. Idrætsanlæg |

### XXII Elming Bowl
| Slagelse 5 ottobre 2013, ore 18:00 | Thisted Brewers | 28 – 14 referto | USG Cougars | Bag Slagelse Svømmehal |

## Verdetti
- Thisted Brewers Vincitori dell'Elming Bowl 2013